# Terminus ante quem
L'espressione latina terminus ante quem ("termine prima del quale", abbreviata talvolta in taq o TAQ) è impiegata per indicare la datazione approssimata di un evento, di un'opera, di un manufatto o di una struttura naturale, e in particolare il termine prima del quale tale datazione va posta.
La locuzione indica un punto nella cronologia che sicuramente segue l'evento considerato; nel caso della filologia, ad esempio, può trattarsi di una data in cui si sono svolti eventi storici che contraddicono quanto scritto in un lavoro letterario, il quale quindi non può essere stato composto che prima di tale data. L'espressione terminus post quem indica invece un termine cronologico dopo il quale deve essere stata composta l'opera o deve essersi svolto l'evento che si intende datare.
Nel caso non si parli di eventi puntuali, ma di periodi estesi, è da preferirsi l'espressione terminus ad quem ("termine entro il quale").